# جينو تشانتاي
جينو تشانتاي (1881 – 11 ديسمبر 1914) هو مبارز بالسيف مجري راحل، مثّل بلاده في الألعاب الأولمبية الصيفية 1908.

## روابط رياضية
جينو تشانتاي على موقع أوليمبيديا (الإنجليزية)
- جينو تشانتاي على موقع اللجنة الأولمبية المجرية (الهنغارية)